# Pieter Neefs le Jeune
Pieter Neefs II, dit le Jeune, né à Anvers en 1620 et mort vers 1675, est un peintre baroque flamand qui se spécialise principalement dans la représentation d'intérieurs architecturaux d'églises. Fils du célèbre peintre d'architecture Pieter Neefs le Vieux, il commence à travailler dans l'atelier de son père à Anvers. Il collabore avec divers grands peintres de staffage pour créer des intérieurs d'église animés.

## Biographie
Pieter Neefs le Jeune est baptisé à Anvers le 23 mai 1620. Son père est le peintre Pieter Neefs l'Ancien et sa mère Maria Louterbeens. Pieter a quatre frères et sœurs dont son frère aîné Lodewijk (en) devient également un peintre. Les deux frères sont formés de leur père et, par conséquent, leurs œuvres sont très proches de celles de leur père, et les attributions de leurs mains individuelles peuvent être difficiles. Après la mort de leur père après 1656, les fils reprennent l'atelier familial.

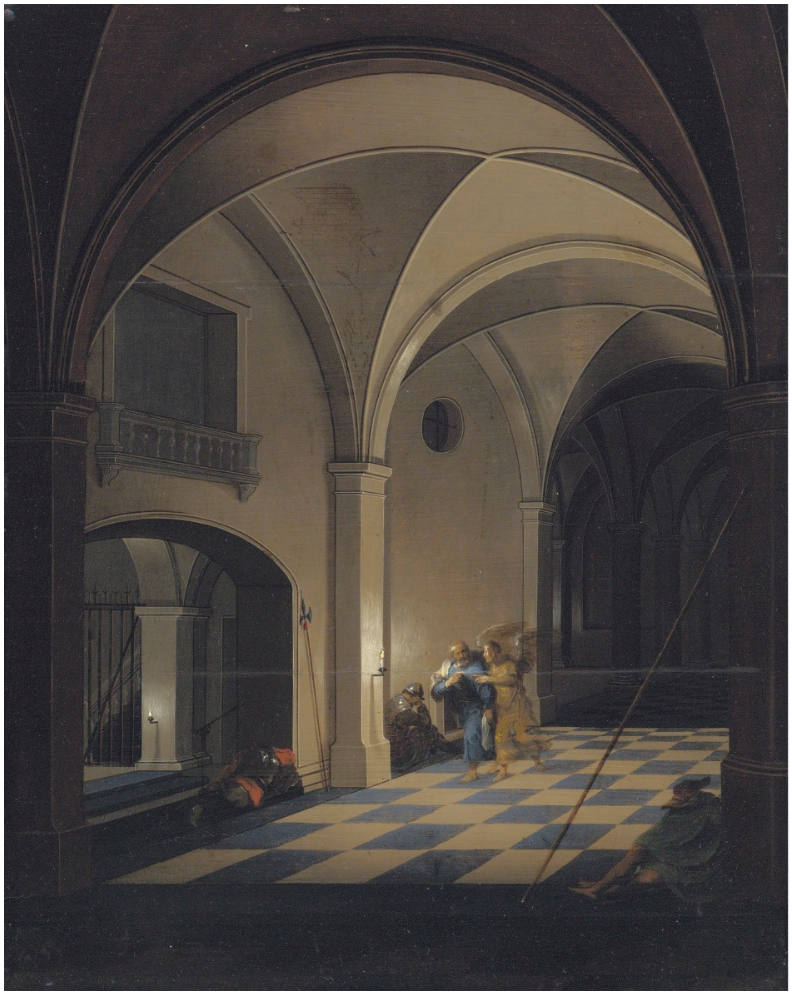
Intérieur de prison avec Saint-Pierre fuyant avec l'ange

Pieter Neefs le Jeune semble ne jamais être devenu membre de la guilde de Saint-Luc d'Anvers. Bien qu'inhabituel, il n'est probablement jamais admis parce qu'il travaille dans l'atelier de son père.
La dernière date d'activité connue de l'artiste est 1675, une date trouvée sur un tableau autrefois à Vienne (Vaduz, Liechtenstein Museum).

## Œuvre
Pieter Neefs le Jeune s'est spécialisé dans les sujets architecturaux, en particulier les intérieurs d'églises gothiques et certains intérieurs de donjons. Son premier travail existant est daté de 1646. Pieter Neefs le Jeune a continué la tradition de l'intérieur d'église à Anvers dans la manière créée par son père et d'autres artistes de la génération précédente comme Hendrik van Steenwijk I. Ses tableaux représentent des intérieurs d'églises réelles et imaginaires.

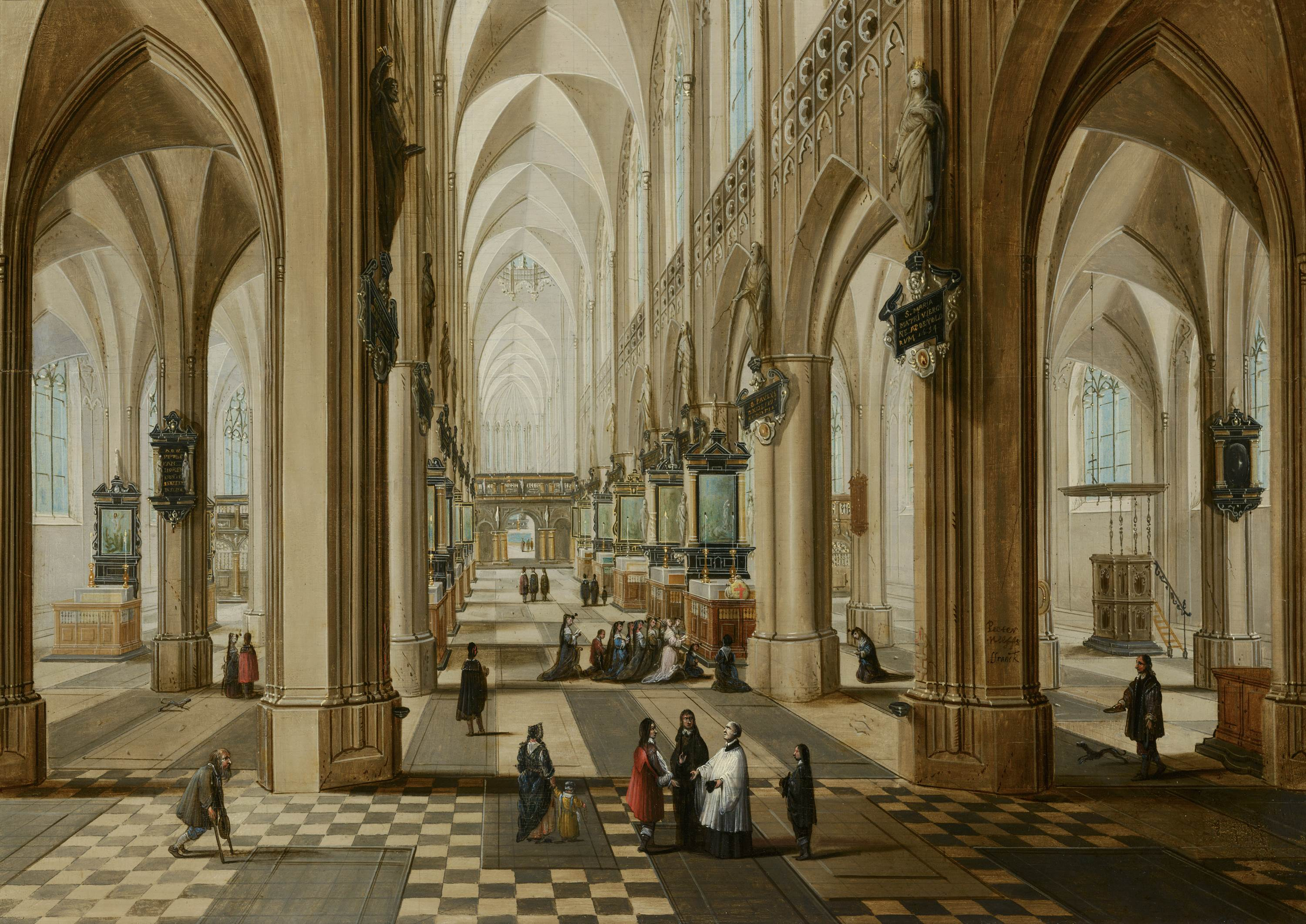
Intérieur de la cathédrale d'Anvers

Jusqu'à la mort de son père, autour de 1660, il est particulièrement difficile de faire la distinction de ses propres œuvres. Même si de nombreux auteurs estiment que la qualité des œuvres du fils est inférieure, pour les œuvres non datées, le doute d'attribution subsiste. Neefs le Jeune a collaboré avec un certain nombre d'artistes différents, en premier lieu son propre père. La proximité dans le style de père et de fils et le fait que les deux artistes ont utilisé une signature similaire ont créé une grande confusion dans l'attribution des œuvres à l'un ou l'autre artiste. Certaines attributions sont basées sur la datation des vêtements portés par les personnages représentés dans les compositions. C'est par exemple le cas avec le tableau Intérieur d'une cathédrale, scène de nuit (vers 1660, Victoria and Albert Museum) qui a été attribué à Pieter le Jeune parce que les vêtements portés par les personnages dans la composition ont été identifiés comme étant à la mode au cours des années 1660, une époque où le père est censé être décédé.
Le père et le fils van Steenwijck et les deux générations de peintres de la famille Neefs sont considérés comme des représentants de l'école de peinture architecturale d'Anvers. Un des traits typiques de leur style est l'utilisation d'une perspective linéaire rigide qui offre une vue directement dans la nef de l'église. Ce style a également été adopté par les peintres néerlandais Dirk van Delen et Bartholomeus van Bassen.
L'intérieur de la cathédrale d'Anvers était l'un de ses sujets préférés et beaucoup de ses intérieurs d'église imaginaires sont un pastiche d'éléments de la cathédrale d'Anvers. Comme son père, il a peint plusieurs scènes nocturnes d'intérieurs d'église allant parfois de pair avec des représentations du même intérieur en lumière du jour.

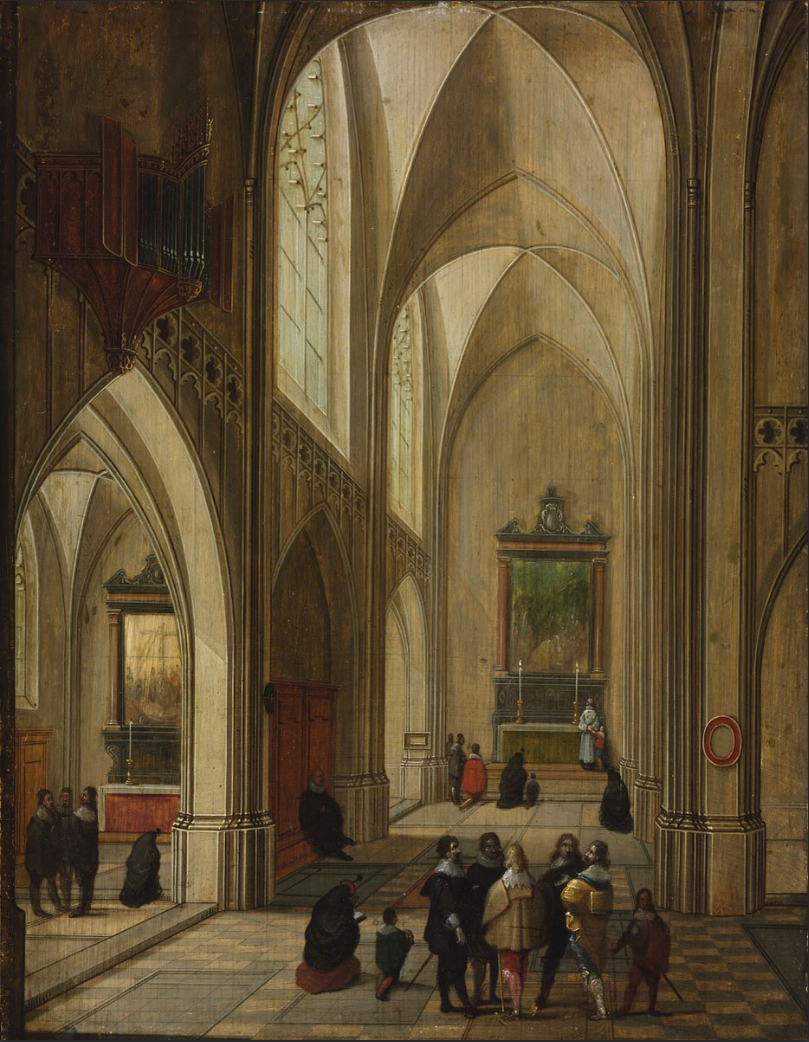
Intérieur d'une église gothique en lumière du jour
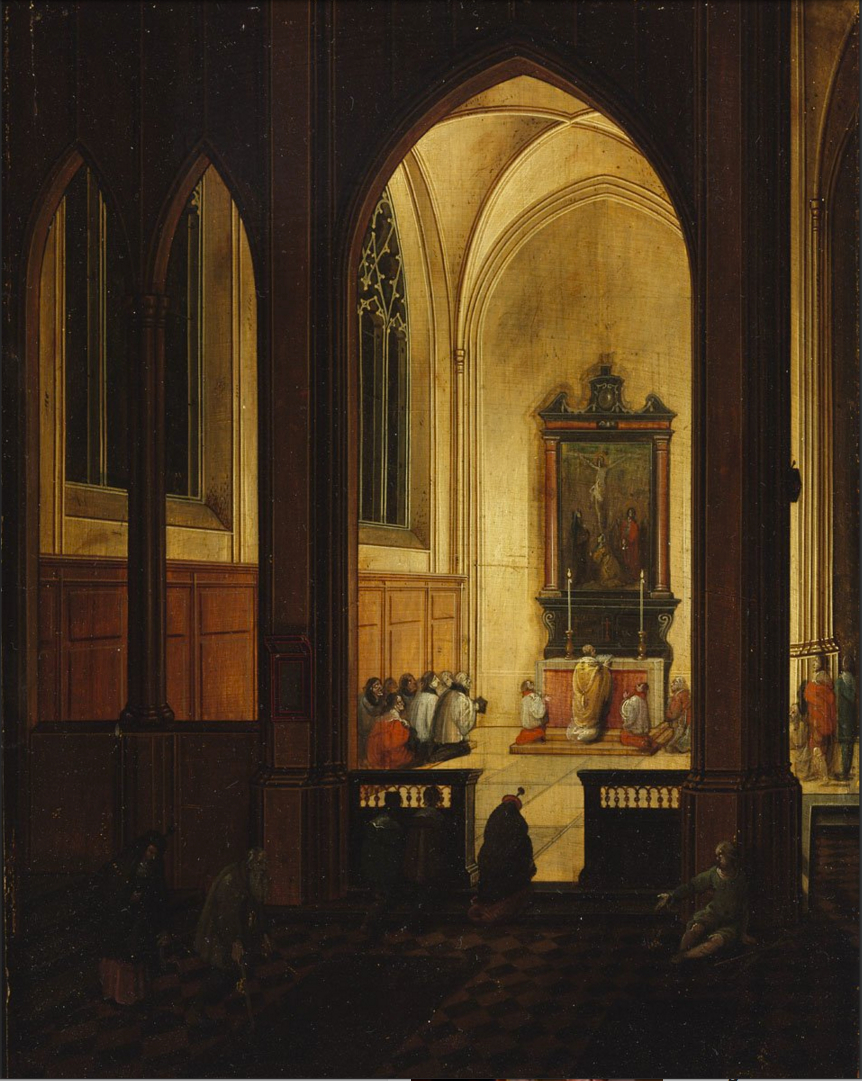
Intérieur d'une église gothique de nuit

Les artistes avec qui Neefs le Jeune a collaboré comprennent Frans Francken III (en), David Teniers le Jeune et Bonaventura Peeters qui ont ajouté le staffage à ses intérieurs. Sa production était aussi grande que celle de son père.